# Marcellina
Marcellina – miejscowość i gmina we Włoszech, w regionie Lacjum, w prowincji Rzym.
Według danych na rok 2004 gminę zamieszkiwało 5508 osób, 367,2 os./km².